# Falsches Weißes Stängelbecherchen
Das Falsche Weiße Stängelbecherchen (Hymenoscyphus fraxineus, Syn.: T. pseudoalbidus; vor der Rechtschreibreform: Falsches Weißes Stengelbecherchen) ist eine 2010 neu beschriebene Pilzart aus der Unterabteilung der Echten Schlauchpilze. Hymenoscyphus fraxineus lebt auf den Blattspindeln abgeworfener Eschenblätter. Seine Nebenfruchtform Chalara fraxinea löst das Eschentriebsterben an Gemeiner Esche und Schmalblättriger Esche aus.

## Hauptfruchtform
Die Fruchtkörper des Falschen Weißen Stängelbecherchens sind weiße becherförmige Apothecien mit einer Größe von 2 bis 7 mm, die von Juni bis August auf den Blattspindeln im Vorjahr abgefallener Blätter erscheinen. Die von den Asci freigesetzten Ascosporen sind klebrig und sollen größer sein (15–22 µm) als bei der verwandten Art Hymenoscyphus albidus mit einer Sporenlänge von 8–20 µm. Die freigesetzten Ascosporen werden über den Wind verbreitet, was die schnelle Ausbreitung des Eschentriebsterbens erklärt.

## NebenfruchtformChalara fraxinea
Bei der Suche nach dem Erreger des Eschentriebsterbens wurde 2006 in Polen der Pilz Chalara fraxinea als Nebenfruchtform eines unbekannten Pilzes entdeckt. Seit 2008 hielt man ihn fälschlicherweise für die Nebenfruchtform des Weißen Stängelbecherchens (Hymenoscyphus albidus). Dieser Schlauchpilz ist seit 1851 bekannt, aber nie als schädigender Parasit in Erscheinung getreten. Seit 2010 ist bekannt, dass Hymenoscyphus fraxineus die Hauptfruchtform von Chalara fraxinea ist. die sich mit bloßem Auge und dem Mikroskop nicht von Hymenoscyphus albidus unterscheiden lässt, sondern nur durch die Untersuchung des Erbgutes. 

### Ökologie
Chalara fraxinea lebt parasitär in den Geweben der Blätter, Triebe und verholzten Teilen von Eschen und ist nach Ansicht einiger Forscher am vermehrten Absterben dieser Bäume in Europa beteiligt.
Chalara fraxinea befällt junge wie alte Bäume. Ungewöhnlich im Vergleich zu den meisten anderen Baumparasiten ist, dass gesunde, vitale Individuen besonders schwer getroffen werden. Es gibt Vermutungen, dass sich der Pilz aufgrund der gestiegenen Durchschnittstemperaturen in Mitteleuropa durchsetzen konnte. Seine Verbreitung begann wahrscheinlich im Baltikum. Nachgewiesen war er 2008 in Skandinavien, Großbritannien, Polen, Tschechien, Slowenien, Deutschland, Österreich und der Schweiz. Die Symptome des Befalls sind schüttere Kronen sowie vertrocknende Blätter und Zweige. Da der Pilz die Leitungsbahnen befällt, stirbt der Baum von oben her ab. An der Rinde bilden sich gelblich- oder rötlich-braune Nekrosen.
Das Eschentriebsterben durch den Befall mit Chalara fraxinea ist vom Typus zunächst eine Erkrankung der Blätter und grünen Triebe, später auch der verholzten Teile, wobei von den inneren Geweben nicht primär die Gefäße, sondern v. a. das Parenchym der Holzstrahlen und das Mark  besiedelt werden. Die auffälligen Rindennekrosen, die mitunter auch an eine Rindenbranderkrankung erinnern, sind eher ein sekundärer Schaden durch das Absterben lebender Rinde und des Kambiums. Die Erkrankung wird auch als „Eschensterben“ oder „Eschenwelke“ bezeichnet.
Chalara fraxinea kann nach der Infektion durch konkurrierende Arten vollständig verdrängt werden.

### Epidemiologie
Der neue Pilz tritt in der Schweiz mindestens seit 1978 auf. Warum der Pilz zum Auslöser einer neuen Krankheit wurde, war 2009 noch unklar. Es wurde spekuliert, dass er durch Mutation oder Hybridisierung mit einer noch unbekannten Art entstanden sein könnte und dass Umwelteinflüsse die Schädlichkeit des Pilzes verstärkt hätten. Seit 2012 wird davon ausgegangen, dass Chalara fraxinea ursprünglich aus Asien stammt, wo er zumindest in Korea und Japan heimisch ist. Die dortigen Eschenarten scheinen bedingt durch die lange Koexistenz eine Art Resistenz entwickelt zu haben und werden durch den Pilz nur wenig geschädigt. Forscher sind seit 2013 dabei, europäische Eschen, die eine natürliche Resistenz gegen den Pilz aufweisen, zu selektieren und herauszuzüchten.

### Makroskopische und mikroskopische Merkmale

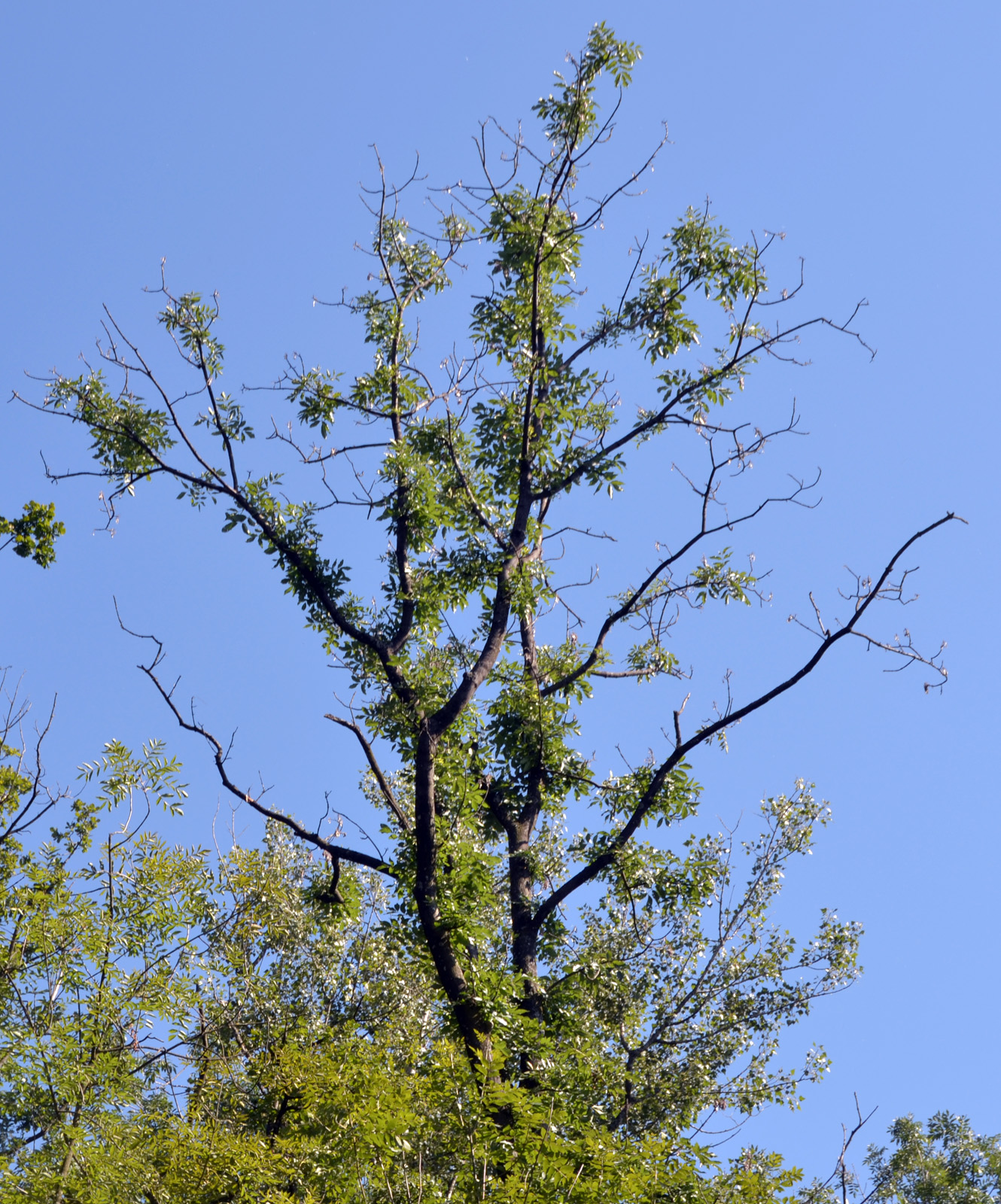
Eschentriebsterben

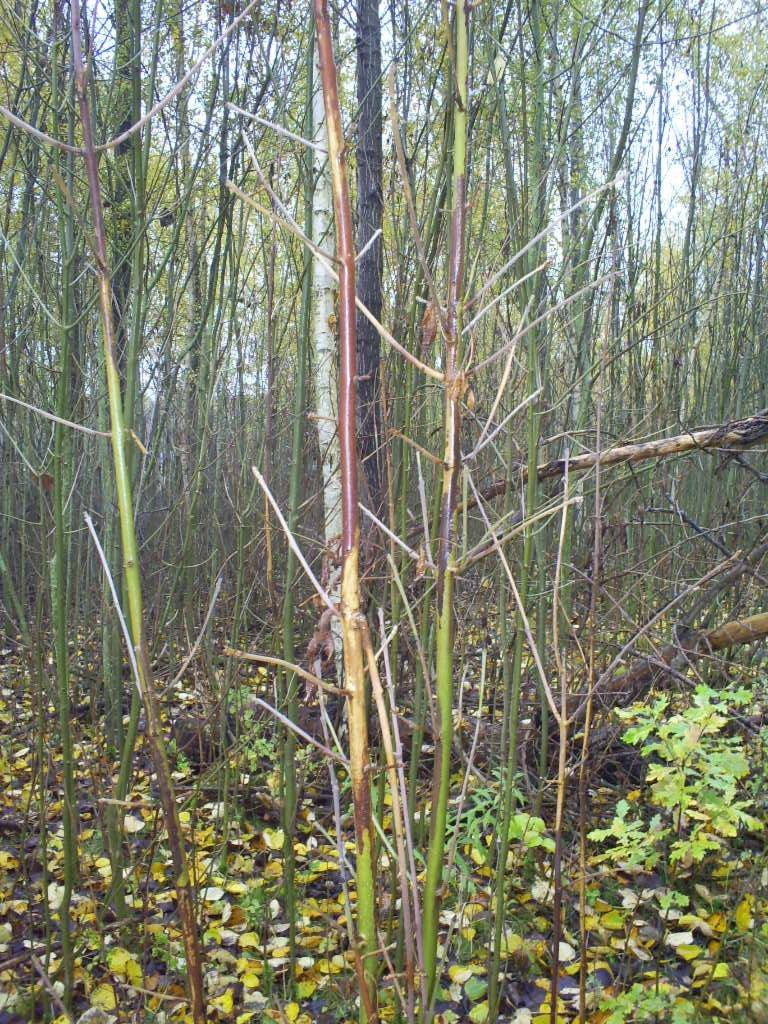
Symptome: gelblich- oder rötlich-braune Nekrosen

In Kultur bildet der Pilz ein mäßig wachsendes Luftmyzel, das anfangs weiß ist, sich später aber rotbräunlich bis gräulich oder schwarz verfärbt. Die vegetativen Hyphen sind durchscheinend bis olivbraun mit nur wenigen Verdickungen. In älteren Kulturen treten verdickte, pigmentierte Zellen auf. Die Phialiden stehen solitär an den vegetativen Hyphen und sind 20 bis 40 µm lang.